# Queratoconjuntivitis seca
La queratoconjuntivitis seca se presenta cuando las glándulas lagrimales producen menos lágrimas, tanto en humanos como en otras especies.

## Etiología
La queratoconjuntivitis seca es más común en personas mayores, dado que la producción de lágrimas disminuye con la edad. En raros casos, puede estar asociado con artritis reumatoidea, lupus eritematoso y otros trastornos similares. Igualmente, puede ser causada por quemaduras químicas o térmicas.
La deficiencia de vitamina A es una causa frecuente en áreas del mundo en donde es común la desnutrición. Esta afección es rara en los Estados Unidos de América.[cita requerida]

## Cuadro clínico
Se debe buscar asistencia médica de inmediato si se presenta sequedad en los ojos y ocurre un incremento súbito de la molestia o el enrojecimiento, o si se presenta una disminución súbita en la visión.

### Complicaciones
Las úlceras o infecciones de la córnea son complicaciones serias.

## Diagnóstico
El oftalmólogo inspecciona la película que se le toma a la lágrima utilizando una lámpara de hendidura (biomicroscopio). Se puede colocar un colorante en el ojo, como la fluoresceína, para hacer que dicha película sea más visible. El médico puede hacer una prueba de Schirmer para medir la tasa de producción de lágrimas, usando una mecha de papel calibrado que se coloca en el extremo del párpado.
La córnea del ojo puede estar gruesa y la persona puede presentar reducción en la agudeza visual.

## Tratamiento
Como tratamiento, se pueden usar gotas para humedecer, llamadas lágrimas artificiales, y los ungüentos lubricantes pueden servir para casos más graves. Se pueden colocar pequeños tapones en los conductos de drenaje de las lágrimas para ayudar a que estas permanezcan en la superficie del ojo.

## Pronóstico
La mayoría de los pacientes con este síndrome del ojo seco presentan molestias, pero no pérdida de la visión. En los casos graves, se puede dañar o infectar la córnea (ventana transparente en la parte anterior del ojo).

## Prevención
No hay forma de prevenir la queratoconjuntivitis seca, pero sus complicaciones se pueden prevenir con el uso de gotas o ungüentos para lubricar y humedecer los ojos.

### En animales
- Ojo Seco (Queratoconjuntivitis Seca) de The Pet Health Library
- Nasolacrimal and Lacrimal Apparatus, The Merck Veterinary Manual